# Голубовский, Евгений Михайлович
Евге́ний Миха́йлович (Моисе́евич) Голубо́вский (укр. Євген Михайлович (Мойсейович) Голубовський; 5 декабря 1936, Одесса — 6 августа 2023, Одесса) — украинский журналист и культуролог. 
Редактор газеты «Всемирные одесские новости», заместитель редактора альманаха «Дерибасовская-Ришельевская», вице-президент Всемирного клуба одесситов, составитель, комментатор, автор предисловий более чем двадцати книг, таких, как «Венок Ахматовой», «Венок Пастернаку», «Венок Мандельштаму», трёхтомник В. Жаботинского, «Облако» Ю. Олеши, сборников А. Фиолетова, В. Инбер, Н. Крандиевской, В. Пяста и других.

## Биография
Родился в Одессе 5 декабря 1936 года в еврейской семье. В первые дни войны был с матерью — врачом Кларой Натановной Голубовской (урождённой Шапочник, 1908—1987), уроженкой Балты — эвакуирован в Ташкент; отец Михаил (Моисей) Евсеевич Голубовский (1906—1986), капитан интендантской службы, служил в армии с 1940 года. Окончил Одесский политехнический институт, где в 1956 году устроил со своими друзьями вечер-диспут, посвящённый искусству — от импрессионизма до кубизма, что было воспринято властью как акция против официального искусства соцреализма. Только вмешательство И. Эренбурга и Б. Полевого спасло от исключения из института.
Проработав несколько лет инженером, ушёл в журналистику, связанную с культурой и историей Одессы. Корреспондент газеты «Комсомольская искра» (1965—1973); заведующий отделом культуры газеты «Вечерняя Одесса» (1973—1993): в «Комсомольской искре», затем в «Вечерней Одессе» вёл рубрику «Одессика», в которой появлялись первые публикации известных одесских краеведов — Сергея Лущика, Олега Губаря, Ростислава Александрова и других.
Заместитель редактора газеты «Одесский вестник» (1993—1994); возглавлял депутатскую комиссию Одесского горсовета по культуре (1990—1994); заместитель редактора газеты «Вестник региона» (1995—2000). Ведущий культурологической телепрограммы «Конец века» — «Новый век» (ТРК «РИАК», «Алиса») (1993—2005). Вёл рубрику «Многонациональная Одесса» в журнале «Пассаж». C 2008 года вёл одесскую литературную студию «Зелёная лампа».
Создатель (1990) и редактор газеты Всемирного клуба одесситов «Всемирные Одесские новости», заместитель редактора литературно-художественного альманаха «Дерибасовская-Ришельевская» (с 2000 года), редактор и составитель многих книг по истории культуры, литературной жизни Одессы. Публиковался в журналах России, Украины, США, Израиля. Член Национального союза журналистов Украины. Председатель Общественного совета Музея современного искусства Одессы.
Умер 6 августа 2023 года в Одессе. Похоронили 8 августа на Таировском кладбище.

### Семья
- Жена — Валентина Степановна Голубовская (1939—2018), советский и украинский искусствовед, краевед, библиофил[11].
- Дочь — Анна Голубовская[11].

## Премии и  награды
- «Золотое перо Одессы»
- «Общественное признание»
- Почётная награда городского головы имени Григория Маразли  I[12] и ІІ[13] степеней за многолетнюю работу по сохранению культурного и литературного наследия Одессы

## Мнения
Голубовский по природе своей созидатель, собиратель, примиритель… Голубовский собирает людей, он умеет разглядеть и оценить талант (а они иногда куда как трудны и сложны в общении и обращении), он умеет внушить творческим людям уверенность в том, что их работа важна, нужна, должна быть сделана…— Юрий Михайлик